# Охотське
Охо́тське (до 1948 — Алі-Кеч, крим. Ali Keç) — село Білогірського району Автономної Республіки Крим.
Відстань від райцентру до населеного пункта становить 52 кілометрів по прямій.

## Історія
Поблизу Охотського знайдено 2 кам'яні скульптури («баби») кочівників XI—XII століть.